# أسلم أحسن
أسلم أحسن هو سياسي نرويجي، ولد في 15 مارس 1942. نشط حزبياً في حزب العمال.